# バンガー・フライング・サーカス
バンガー・フライング・サーカス（Bangor Flying Circus）は、イリノイ州シカゴ出身、アメリカのプログレッシブ・ロック・トリオ。1967年半ばに結成され、1969年に解散した。シャドウズ・オブ・ナイトとH.P.ラヴクラフトのメンバーによって結成されたことで、そしてマデュラの前身バンドであることによって知られている。

## 略歴
バンガー・フライング・サーカスは、デヴィッド・“ホーク”・ウォリンスキー（ベース、キーボード、ボーカル）、アラン・“アディソン・アル”・デカルロ（ギター、ボーカル）、トム・シフォー（ドラム）で構成されていたが、1968年末に元H.P.ラヴクラフトのメンバーであるマイケル・テグザ（ドラム、パーカッション）がシフォーの後任として加入した。ウォリンスキーとシフォーは、かつてシャドウ・オブ・ナイトに所属していた。彼らは1969年にセルフタイトルのアルバム1枚を発表し、Billboard 200で最高190位を記録した。解散後、ウォリンスキーとデカルロはマデュラを結成。テグザはラヴクラフト名義ながら、成功したバンドであるH.P.ラヴクラフトの再結成に2度参加した。

## ディスコグラフィ

### スタジオ・アルバム
- 『バンガー・フライング・サーカス』 - Bangor Flying Circus (1969年)[2]